# كريستوفر روبر
كريستوفر روبر (بالإنجليزية: Christopher Roper)‏ هو محامي أسترالي، ولد في 25 ديسمبر 1944.